# Американська соціологічна асоціація
Америка́нська соціологі́чна асоціа́ція (АСА) (англ. The American Sociological Association — ASA) — некомерційна неурядова організація у США, що об'єднує соціологів-професіоналів і студентів. Вона покликана просувати та розвивати наукову дисципліну соціологію та професію соціолога. АСА має на меті стабілізувати соціологічні дослідження, підвищувати їхню якість, сприяти розвитку соціологічної освіти, організовувати дискусії між ученими, які займаються вивченням соціальних проблем.

## Історія асоціації
Асоціація заснована в 1905 р. як Американське соціологічне товариство (АСТ) (англ. The American Sociological Society - ASS). Ініціаторами створення АСТ виступила група з 40 спеціалістів-соціологів, які репрезентували 21 навчальний інститут і 12 організацій, які займалися практичною соціологічною роботою. Вони звернулись із закликом до об'єднання зусиль усіх, хто зацікавлений у науковому вивченні суспільства. В грудні 1905 р. близько 100 американських соціологів зібралися в Балтиморі, щоб висловити своє невдоволення американськими асоціаціями з історії, економіки та політичних наук. В жодній з них не було соціологів. Запрошення було підписане дев'ятьма соціологами, серед яких були Томас Карвер (Гарвардський університет), Франклін Ґідінґс (Колумбійський університет), Едвард Рос (Університет Небраски), Альбіон Смол (Чиказький університет), Вільям Ґрем Самнер (Єльський університет), Лестер Френк Ворд (з Вашингтона), С. Ведітц (Університет Джорджа Вашингтона). Вони вирішили створити Американське соціологічне товариство.
Перше засідання відбулося у 1906 р. Першим президентом був обраний Лестер Френк Ворд, а Вільям Ґрем Самнер і Франклін Ґідінґс були обрані віце-президентами. Офіційним друкованим органом АСТ став «American Journal of Sociology» (Американський журнал соціології).
Головним напрямком діяльності АСТ стала організація дискусій та обговорень з актуальних проблем соціологічної теорії та соціального розвитку. Товариство сприяло й створенню спеціальних комітетів, які об'єднували соціологів для надання підтримки різним дослідницьким проектам і навчальним програмам. Воно організовувало щорічні наукові зібрання в різних містах США, даючи можливість соціологам із різних регіонів активніше брати участь у зібраннях товариства. На цих наукових зустрічах відбувався обмін думками, проводилися дискусії, встановлювалися наукові контакти. Товариство вважало важливим ознайомлювати якомога більше читачів із науковими доповідями, зокрема, на сторінках свого видання «Publications» («Публікації»), яке стало цінним джерелом з історії соціологічної думки в США.
В 1959 р. АСТ було перейменоване на Американську соціологічну асоціацію (АСА).

## Президенти АСА
Першими президентами АСТ, які обираються щорічно, були Лестер Френк Ворд (1906-1907), Вільям Ґрем Самнер (1908-1909), Франклін Ґідінґс (1910-1911) і Альбіон Смол (1912-1913).
Президентами АСТ та АСА в різні роки були також такі відомі соціологи: Чарльз Кулі (1918), Роберт Парк (1925), Вільям Айзек Томас (1927), Ернст Берджесс (1934), Роберт МакАйвер (1940), Талкотт Парсонс (1949), Флоріан Вітольд Знанецький (1954), Герберт Блумер (1956), Роберт Мертон (1957), Пауль Лазарсфельд (1962), Джордж Гоманс (1964), Питирим Сорокін (1965), Пітер Блау (1974), Льюїс Козер (1975), Ервінг Ґофман (1982), Мелвін Кон (1987), Джеймс Коулман (1992), Сеймур Мартін Ліпсет (1993), Амітай Етціоні (1995), Нейл Смелзер (1997), Майкл Буравой (2004), Ренделл Коллінз (2011), Ерік Олін Райт (2012).

## Членство в АСА та її структура
В асоціації розрізняють три категорії членства: постійні члени, члени-кореспонденти, студенти. В 1914 р. було зареєстровано всього 500 членів АСТ, в 1963 р. — більше 7 тис., а в 1985 р. — близько 12 тис. В 2010 р. АСА налічувала більше 14 000 членів, серед яких різні пов'язані з соціологією професіонали: науковці (викладачі, студенти, дослідники), а також інших фахівці-практики. Більшість її членів є представниками наукового світу, проте близько 20 % працюють в урядових, бізнесових або неприбуткових організаціях. АСА в даний момент є одним з найбільших об'єднань соціологів у світі.

### Рада АСА
Зі своїх членів АСА вибирає робочий орган — Раду, яка керує її справами, за виключенням випадків, коли статут покладає певні керівні функції на посадових осіб, що не входять до Ради. Остання складається з Президента поточного часу, Президента, вибраного на наступний рік, діючого віце-президента та іншого вибраного на наступний рік, екс-президента, секретаря, виконавчого секретаря та 12 членів. Члени Ради обираються на 3 роки, причому кожного року змінюється 1/3 її складу.
Основні питання життєдіяльності АСА вирішуються на сесії її Ради. Кворум повинен складати більшість голосів (2/3). Між сесіями голосувати можна електронною поштою.

### Виконавчий орган АСА
До виконавчого органу АСА входять виконавчий секретар і п'ять членів, які мають штат помічників з 14 співробітників. Виконавчий орган здійснює адміністративне керівництво наступними програмами: надання послуг викладачам соціології, збирання та поширення матеріалів, які відносяться до викладання соціології; надання допомоги студентам — представникам національних меншин; підняття престижу та ролі соціології й соціологів і забезпечення для них робочих місць в державному та приватному секторах.

### Комітети
В структурі АСА функціонують декілька комітетів: з публікацій, програмний, бюджетно-адміністративний, з номінацій, нагород, секцій, професійної етики та ін. В кінці року кожен комітет звітує про проведену роботу в межах виділеного йому фінансування.

### Дослідницькі секції
Секції ще називаються спеціалізованими групами інтересів (англ. special interest groups). Вони утворюються спільнотою вчених, які цікавляться схожою проблематикою, наприклад соціологією медицини. На членські внески проводяться річні зібрання й організовуються публікації членів секції АСА.
У складі АСА працюють 52 дослідницькі секції з різноманітних царин соціологічного знання, в тому числі: методології; соціології освіти; соціології права; теорії; соціальної психології; війни та миру; марксистської соціології; соціологічної практики; народонаселення; політекономії світової системи; розумового здоров'я; порівняльної історичної соціології; політичної соціології; Азії й азійської Америки; культури; науки, знання та технології; соціології та комп'ютерів; латиносоціології; алкоголю та наркотиків; дитинства; раціонального вибору; релігії; міжнародної міграції, раси, ґендеру та класів; математичної соціології; соціології сексуальності; історії соціології тощо.

## Конференції та нагороди
Асоціація проводить щорічні національні наукові конференції, англ. American Sociological Association Annual Meeting (Щорічні зустрічі Американської соціологічної асоціації), які проходять почергово в різних містах США. АСА самостійно розподіляє невеликі гранти та присуджує щорічні премії: за успіхи в теоретичній царині, за найкращу наукову публікацію, за особливий вклад у розвиток соціологічної освіти, за особливий вклад у розвиток соціологічної практики, премії імені видатних учених-суспільствознавців.

## Основні видання АСА
АСА видає 9 наукових журналів та велику кількість наукових монографій, які присвячені проблемам академічної (фундаментальної) соціології, дослідницькій практиці, професіоналізації та кар'єрі соціологів і викладанню соціології.
Основними виданнями є:
- англ. "American Sociological Review" («Американський соціологічний огляд»), виходить з 1936 р. 6 разів на рік;
- англ. "Social Psychology Quarterly" — щоквартальний журнал з соціальної психології, видається з 1937 р.;
- англ. "Contemporary Sociology" («Сучасна соціологія»), виходить з 1972 р. 6 разів на рік;
- англ. "Sociological Methodology" («Соціологічна методологія»), виходить з 1969 р. 1 раз на рік;
- англ. "American Sociologist" («Американський соціолог»), виходить з 1965 р. 4 рази на рік;
- Найновішим є англ. "Contexts: Understanding People in their Social Worlds" («Контексти: Розуміння людей у їхніх соціальних світах») — виходить з 2002 р. Цей щоквартальний журнал, який призначений бути більш доступним джерелом соціологічних ідей і досліджень і був інспірований рухом до соціології публічної сфери.

Публікація у виданнях АСА вважається вирішальним критерієм для визначення належності її членів до професійного співтовариства, в тому числі АСА, а також, їхнього вкладу до фундаментальної соціології.